# Rede Sheibani
Rede Sheibani é uma rede iraquiana de contrabando  e um grupo insurgente xiita  liderado por Abu Mustafa al-Sheibani, um ex-comandante das Brigadas Badr do Conselho Supremo para a Revolução Islâmica no Iraque. O grupo supostamente foi usado pela Força Quds da Guarda Revolucionária do Irã para abastecer os Grupos Especiais Iraquianos. O grupo é acusado de ser responsável por numerosos ataques às forças iraquianas e da Coalizão durante a Guerra do Iraque. A rede é composta por 280 membros, divididos em 17 unidades. Os comandantes estadunidenses estimam que as armas contrabandeadas e usadas pelo grupo foram responsáveis pela morte de 170 pessoas e pelo ferimento de 600 soldados estadunidenses em fevereiro de 2007. O próprio Abu Mustafa al-Sheibani teria fugido para Teerã, no Irã, para fugir da captura.